# Solea aegyptiaca
Solea aegyptiaca är en fiskart som beskrevs av Paul Chabanaud 1927. Solea aegyptiaca ingår i släktet Solea och familjen tungefiskar. Inga underarter finns listade i Catalogue of Life.
Solea aegyptiaca blir upp till 31 cm lång.
Denna fisk förekommer i Medelhavet från Tunisien till Egypten och vidare till gränsen mellan Libanon och Syrien. En avskild population finns i södra Adriatiska havet och en annan vid nordöstra Spanien och södra Frankrike. Arten dyker till ett djup av 50 meter. Exemplaren vistas i regioner med slam eller sand på botten. De besöker även områden med bräckt vatten.
Arten har blötdjur och andra ryggradslösa djur som föda. Könsmognaden uppnås tidigast vid en längd av 15 cm och alla exemplar är könsmogna vid en längd av 19,5 cm. Fortplantningen sker under hösten och vintern. Denna fisk lever uppskattningsvis upp till fyra år.
Arten fiskas intensiv som matfisk. Hela populationen bedöms som stabil. IUCN kategoriserar arten globalt som livskraftig.